# خوسيه مانويل أوتشوتورينا
خوسيه مانويل أوتشوتورينا (بالإسبانية: José Manuel Ochotorena)‏ (مواليد 16 يناير 1961) هو لاعب كرة قدم. يلعب مع منتخب إسبانيا لكرة القدم. سبق له أن لعب في كأس العالم لكرة القدم مع منتخب بلاده.

## مسيرته الكروية
لعب خوسيه مانويل أوتشوتورينا خلال مسيرته الاحترافية مع 6 أندية في سبعة عشر موسمًا ولم يسجل خلالها أي هدف ضمن 252 مباراة. حيث فاز في موسم واحد بالكأس وفي ثلاثة مواسم بالدوري.
خاض خوسيه مانويل أوتشوتورينا مسيرته مع نادي ريال مدريد كاستيا في موسم 1980–81 في المرة الأولى ولمدة موسمين ثم في موسم 1982–83 ولمدة موسمين، مشاركًا طوالها في 76 مباراة ولم يسجل أي هدف. ثم انتقل إلى نادي ريال مدريد في موسم 1981–82 في المرة الأولى لمدة موسم واحد ثم في موسم 1984–85 ليلعب معه أربعة مواسم، حيث شارك طوالها في 29 مباراة ولم يسجل أي هدف أيضًا. لينتقل بعدها إلى نادي فالنسيا في موسم 1988–89 ليلعب معه أربعة مواسم، مشاركًا في 114 مباراة ولم يسجل أي هدف أيضًا. ثم انتقل إلى نادي تينيريفي في موسم 1992–93 ولمدة موسمين، مشاركًا في 12 مباراة ولم يسجل أي هدف أيضًا. هذا وانتقل لاحقًا إلى نادي لوغرونيس في موسم 1994–95 لمدة موسم واحد، مشاركًا في 20 مباراة ولم يسجل أي هدف أيضًا. ثم انتقل بعدها إلى نادي راسينغ سانتاندير في موسم 1995–96 لمدة موسم واحد، مشاركًا في مباراة ولم يسجل أي هدف أيضًا.

## روابط خارجية
- خوسيه مانويل أوتشوتورينا على موقع الاتحاد الدولي (مؤرشف)  (الإنجليزية)
- خوسيه مانويل أوتشوتورينا على موقع قاعدة بيانات كرة القدم.إي يو (الإنجليزية)
- خوسيه مانويل أوتشوتورينا على موقع ناشيونال فوتبول تيمز (الإنجليزية)
- خوسيه مانويل أوتشوتورينا على موقع عالم كرة القدم.نت (الإنجليزية)